# Neotoma angustapalata
Neotoma angustapalata är en däggdjursart som beskrevs av Baker 1951. Neotoma angustapalata ingår i släktet egentliga skogsråttor, och familjen hamsterartade gnagare. IUCN kategoriserar arten globalt som starkt hotad. Inga underarter finns listade i Catalogue of Life.
Denna gnagare blir med svans 380 till 420 mm lång, svanslängden är 195 till 200 mm och vikten ligger vid 180 till 240 g. Den har 39 till 44 mm långa bakfötter och 30 till 32 mm långa öron. Djuret har brun päls på ovansidan, förutom gråa kinder. På buken, på hakan och på ljumsken förekommer vit päls. På svansen förekommer korta hår och den är svart på ovansidan samt vit på undersidan. Huvudet kännetecknas av stora ögon och öron.
Arten förekommer bara i en mindre region i östra Mexiko. Den lever där i bergstrakter i molnskogar.
När honan inte är brunstig lever varje exemplar ensam. De skapar bon i grottor, är aktiv på natten och håller ingen vila under vintern. Neotoma angustapalata äter främst frön och andra växtdelar som kompletteras med ryggradslösa djur. Fortplantningen sker under våren och hösten. Honan är 30 till 40 dagar dräktig och föder upp till tre ungar per kull. Cirka fyra veckor efter födelsen blir ungarna självständiga. Könsmognaden infaller efter ungefär åtta månader.